# Grande Prêmio da África do Sul
O Grande Prêmio da África do Sul foi uma etapa de Fórmula 1 validada oficialmente entre 1962 e 1965 e entre 1967 a 1993. Sua primeira sede foi no circuito de Prince George Circuit em 1962 e 1965 tendo uma interrupção e de 1967 a 1993 no circuito de Kyalami com uma interrupção de 6 anos.

## Grande Prêmio da África do Sul
Em fundo rosa indica que a prova não fez parte do campeonato de Fórmula 1.

### Vencedores por ano
| Ano                                                         | Piloto             | Construtor          | Local       | Resumo   |
| ----------------------------------------------------------- | ------------------ | ------------------- | ----------- | -------- |
| 1934                                                        | Whitney Straight   | Maserati            | East London | Detalhes |
| Não realizado em 1935                                       |                    |                     |             |          |
| 1936                                                        | Mario Massacuratti | Bugatti             | East London | Detalhes |
| 1937                                                        | Pat Fairfield      | ERA-B               | East London | Detalhes |
| 1938                                                        | Buller Meyer       | Riley               | East London | Detalhes |
| 1939                                                        | Luigi Villoresi    | Maserati            | East London | Detalhes |
| Não realizado entre 1940 a 1959                             |                    |                     |             |          |
| 1960                                                        | Paul Frère         | Cooper-Climax       | East London | Detalhes |
| 1960                                                        | Stirling Moss      | Porsche             | East London | Detalhes |
| 1961                                                        | Jim Clark          | Team Lotus-Climax   | East London | Detalhes |
| 1962                                                        | Graham Hill        | BRM                 | East London | Detalhes |
| 1963                                                        | Jim Clark          | Team Lotus-Climax   | East London | Detalhes |
| Fora do calendário em 1964                                  |                    |                     |             |          |
| 1965                                                        | Jim Clark          | Team Lotus-Climax   | East London | Detalhes |
| 1966                                                        | Mike Spence        | Team Lotus-Climax   | East London | Detalhes |
| 1967                                                        | Pedro Rodríguez    | Cooper-Maserati     | Kyalami     | Detalhes |
| 1968                                                        | Jim Clark          | Team Lotus-Ford     | Kyalami     | Detalhes |
| 1969                                                        | Jackie Stewart     | Matra-Ford          | Kyalami     | Detalhes |
| 1970                                                        | Jack Brabham       | Brabham-Ford        | Kyalami     | Detalhes |
| 1971                                                        | Mario Andretti     | Ferrari             | Kyalami     | Detalhes |
| 1972                                                        | Denny Hulme        | McLaren-Ford        | Kyalami     | Detalhes |
| 1973                                                        | Jackie Stewart     | Tyrrell-Ford        | Kyalami     | Detalhes |
| 1974                                                        | Carlos Reutemann   | Brabham-Ford        | Kyalami     | Detalhes |
| 1975                                                        | Jody Scheckter     | Tyrrell-Ford        | Kyalami     | Detalhes |
| 1976                                                        | Niki Lauda         | Ferrari             | Kyalami     | Detalhes |
| 1977                                                        | Niki Lauda         | Ferrari             | Kyalami     | Detalhes |
| 1978                                                        | Ronnie Peterson    | Team Lotus-Ford     | Kyalami     | Detalhes |
| 1979                                                        | Gilles Villeneuve  | Ferrari             | Kyalami     | Detalhes |
| 1980                                                        | René Arnoux        | Renault             | Kyalami     | Detalhes |
| 1981                                                        | Carlos Reutemann   | Williams-Ford       | Kyalami     | Detalhes |
| 1982                                                        | Alain Prost        | Renault             | Kyalami     | Detalhes |
| 1983                                                        | Riccardo Patrese   | Brabham-BMW         | Kyalami     | Detalhes |
| 1984                                                        | Niki Lauda         | McLaren-TAG/Porsche | Kyalami     | Detalhes |
| 1985                                                        | Nigel Mansell      | Williams-Honda      | Kyalami     | Detalhes |
| Fora do calendário entre 1986 e 1991 por causa do Apartheid |                    |                     |             |          |
| 1992                                                        | Nigel Mansell      | Williams-Renault    | Kyalami     | Detalhes |
| 1993                                                        | Alain Prost        | Williams-Renault    | Kyalami     | Detalhes |
| Fontes:                                                     |                    |                     |             |          |

### Vitórias por piloto
| Total   | Piloto            | Vitórias         |
| ------- | ----------------- | ---------------- |
| 3       | Jim Clark         | 1963, 1965, 1968 |
| 3       | Niki Lauda        | 1976, 1977, 1984 |
| 2       | Jackie Stewart    | 1969, 1973       |
| 2       | Nigel Mansell     | 1985, 1992       |
| 2       | Alain Prost       | 1982, 1993       |
| 1       | Graham Hill       | 1962             |
| 1       | Pedro Rodríguez   | 1967             |
| 1       | Jack Brabham      | 1970             |
| 1       | Mario Andretti    | 1971             |
| 1       | Denny Hulme       | 1972             |
| 1       | Carlos Reutemann  | 1974             |
| 1       | Jody Scheckter    | 1975             |
| 1       | Ronnie Peterson   | 1978             |
| 1       | Gilles Villeneuve | 1979             |
| 1       | René Arnoux       | 1980             |
| 1       | Riccardo Patrese  | 1983             |
| Fontes: |                   |                  |

### Vitórias por equipe
| Total   | Equipe     | Vitórias               |
| ------- | ---------- | ---------------------- |
| 4       | Team Lotus | 1963, 1965, 1968, 1978 |
| 4       | Ferrari    | 1971, 1976, 1977, 1979 |
| 3       | Brabham    | 1970, 1974, 1983       |
| 3       | Williams   | 1985, 1992, 1993       |
| 2       | Tyrrell    | 1973, 1975             |
| 2       | Renault    | 1980, 1982             |
| 2       | McLaren    | 1972, 1984             |
| 1       | BRM        | 1962                   |
| 1       | Cooper     | 1967                   |
| 1       | Matra      | 1969                   |
| Fontes: |            |                        |

### Vitórias por país
| Total   | País           | Vitórias                                       |
| ------- | -------------- | ---------------------------------------------- |
| 8       | Reino Unido    | 1962, 1963, 1965, 1968, 1969, 1973, 1985, 1992 |
| 3       | Áustria        | 1976, 1977, 1984                               |
| 3       | França         | 1980, 1982, 1993                               |
| 1       | México         | 1967                                           |
| 1       | Austrália      | 1970                                           |
| 1       | Estados Unidos | 1971                                           |
| 1       | Nova Zelândia  | 1972                                           |
| 1       | Argentina      | 1974                                           |
| 1       | África do Sul  | 1975                                           |
| 1       | Suécia         | 1978                                           |
| 1       | Canadá         | 1979                                           |
| 1       | Itália         | 1983                                           |
| Fontes: |                |                                                |

### Recordes de pista
|                        |               |                   |          |          |      |
| Circuito Prince George | País/Piloto   | Chassi/Motor      | Tempo    | Extensão | Ano  |
| Pole position          | Jim Clark     | Team Lotus-Climax | 1:27.2   | 3.920 km | 1965 |
| Melhor volta na prova  | Jim Clark     | Team Lotus-Climax | 1:27.6   | 3.920 km | 1965 |
|                        |               |                   |          |          |      |
| Kyalami                | País/Piloto   | Chassi/Motor      | Tempo    | Extensão | Ano  |
| Pole position          | Nigel Mansell | Williams-Honda    | 1:02.366 | 4.104 km | 1985 |
| Melhor volta na prova  | Keke Rosberg  | Williams-Honda    | 1:08.149 | 4.104 km | 1985 |
| Fontes:                |               |                   |          |          |      |